# Lluís Mas i Gomis
Lluís Mas i Gomis (Barcelona, 21 de juny de 1890 - Sabadell, 26 de gener de 1971) fou un teòric tèxtil i historiador català.
Alumne i després professor de l'Escola Industrial i d'Arts i Oficis, Lluís Mas va ser un dels fundadors del Museu d'Història de Sabadell, que va presidir de 1931 a 1939 i del qual fou director honorari fins que es va morir. El Museu va ser l'ebrió del Institut de Paleontologia Miquel Crusafont. Membre fundador de la Fundació Bosch i Cardellach, president de l'Acadèmia de Belles Arts de Sabadell, juntament amb Lluís Clapés, Camil Fàbregas i la tenacitat de l' Andreu Castells van aglutinar un conjunt d'entitats per la creació del Museu d'Art de Sabadell. Pessebrista pro-actiu i amant de la fotografia. Amb el seu amic Francesc Casañas i Riera van confeccionar una extensa col·lecció fotogràfica. Va col·laborar assíduament en la premsa i en diverses revistes i publicacions locals. Sovint firmava amb pseudònims, entre d'altres, Feliu d'Arrahona.